# Kostel svatého Jakuba Staršího (Omice)
Kostel svatého Jakuba Staršího je římskokatolický chrám v obci Omice v okrese Brno-venkov. Je chráněn jako kulturní památka České republiky. Je filiálním kostelem rosické farnosti.

## Historie
Omický kostel byl vystavěn v románském slohu zřejmě ve 12., nejpozději na začátku 13. století severovýchodně od místní místní tvrze (na místě dnešního domu čp. 84), přičemž empora chrámu byla s tvrzí spojena dřevěnou chodbou. V 17. století byl kostel upraven barokně. Jedná se o jednolodní chrám s půlkruhově ukončeným kněžištěm (se zazděnými románskými okny) a na severní straně přistavěnou sakristií obdélného půdorysu. Na střeše se nachází zvonicová vížka.
Kolem kostela se do roku 1902 nacházel hřbitov.